# アスローン・スタジアム
アスローン・スタジアム（Athlone Stadium）は、南アフリカ共和国西ケープ州のケープタウンにあるスタジアム。

## 概要
主にサッカーの試合で使用されていてサントスFCのホームスタジアムになっている。
かつては、アヤックス・ケープタウンもホームスタジアムとして使用していた。
収容人数は30,000人。オープンは1972年。
スタジアムは、2010 FIFAワールドカップのケープタウンでのメイントレーニング施設として大幅な改修をした。見積り費用はR297万。
最寄りの駅からは直線で約1.5～6km圏内である。